# スライムライフ
『スライムライフ』は、メガサワラによる日本の漫画。魔法用品店を営む黒魔道士のダルルと、その従業員スライムが織り成す日常と冒険を描いたスローライフコメディ。作者にとって3作目の連載作品。『少年ジャンプ+』（集英社、以下『J+』）2017年8月23日より2020年11月1日まで毎週水曜・日曜更新で連載された。

## あらすじ
舞台は魔法の存在する世界。可愛いものが大好きな黒魔道士・ダルルは、魔法用品店を開くにあたって魔物派遣会社に従業員を頼んだが、手配されたのは弱い魔物の代表格種族・スライムだった。魔道士としての世間体を気にするあまりに突き返そうと猛抗議をしているところに、意気揚々とお店にやってきたスライムだが、愛嬌のある容姿と「プニプニ」なボディ、愛くるしい仕草を目の前にしたダルルは瞬く間に骨抜きにされてしまい、結局採用してしまう。たいして役にも立たないがやる気だけは人一倍のスライムと、スライムを愛でたいのに素直になれないダルルが繰り広げるスローライフがこうして幕を開けたのだった。

## 登場人物

### 主人公
スライム
主人公。魔物派遣会社からダルルの店にやってきた。スカーフとオーバーオールがトレードマーク。
これといった役に立つ能力を持たないが、真面目で頑張り屋な性格と人一倍のやる気で仕事を覚え、店員としての信頼を勝ち得ているほか、愛嬌のある外見と純真無垢で心優しい性格が相まって、周りから親しまれ友達になれる「名も無き才能」を持っている。スライム特有のプニプニで伸縮性が高い体が特徴であり、ダルルを骨抜きにしてしまったほどのチャームポイントとなっているのは勿論のこと、伸び縮みを駆使して狭い隙間まで掃除ができたり、大きく空気を吸い込むことで巨大化ができたり、食べたものによって「メタル」「岩」「けもの」などの形態に変身できる特技を持つ。きっかけこそダルルが咄嗟についた嘘を信じてしまったにすぎなかったものの、魔法を使えるようになりたい、と努力する姿に心打たれたダルルの計らいにより、わずかな魔力と初歩的な魔法を会得している。好きなものはお菓子で、特にグミが大好き。ドラゴンには強い憧れを抱いている。お化けの魔物やキノコが苦手。裏表がなく素直すぎるためにダルルの隠したがっていることをバラしてしまうこともある。
子供のような純真さでダルルを「マスター」と呼び慕っており、ダルルの役に立つために日々を頑張っている。ダルルからは当初こそ(抱きつくための口実作りのために)意地悪をされることもあったが、やがて彼女にとって我が子のようにかけがえのない存在となってゆく。
唯一無二の相棒となったゴーレムとの出会いと別れを経験し、ゴーレムを直してあげることを目標に定めるとともに、いろんな人の大切なものを直してあげられる「なんでも技師」を志すようになる。
ダルル・アルカード
もうひとりの主人公。魔法用品店を営むうら若き女性黒魔道士。ある日家を飛び出し、崖の上に店を構えたところから物語は始まる。
伝説の魔道士一族「アルカード家」の末裔で、天才的な魔法の腕前を持つ。子供のようなスライムを導き諭してあげることができる聡明さを備えた常識人であるが、黒魔道士としてのプライドによる見栄っ張りな一面があり、世間体を気にするあまりに自分の本心に素直になれずに苦しむことが多々ある。可愛いものが大好きで、ぬいぐるみには目がない。料理や裁縫も得意であり、スライムの大好物であるグミや、クリスマスプレゼントにはドラゴンのぬいぐるみを作ってあげている。商売に関しては独学のため、店の立地がよくないこともあり経営には苦戦している。黒魔道士ながら虫が大嫌いな弱点があるほか、お酒にも弱く、酔っぱらうと普段は頑なに明かさない本音がダダ漏れになってしまう。
魔物派遣会社に従業員を頼んだが、手違いでやってきたスライムの可愛さに骨抜きにされてそのまま採用してしまう。当初こそプライドが邪魔をして、スライムを愛でたいのに面と向かって言えない葛藤に苦しむが、一生懸命で頑張り屋なスライムの人柄に心を打たれ次第に素直になってゆき、まるで我が子のようにスライムを慈しむようになる。酔っぱらった際にはスライムのことを「ボクちゃん」と呼んで褒めまくり、誰にも渡さない、と叫んでしまうほどに深い愛情を垣間見せている。またダルル自身もスライムの存在によって、隠したがっていた本音に踏み込んできたシロロや、互いが素直になれずいがみ合っていたヨルルとも良好な関係を築くことができている。

### スライムとダルルの友達
スライムのゴーレム
スライムがセフィロトのゴーレム工房で作ったゴーレム。ゴーレムは一度壊れてしまうと、現在の技術では直すことができない。
創造主であるスライムの魔力のみで稼働する。ボディはスライムより少し小さい程度だが、持ち主の行動をまねて物事をどんどん吸収する高い学習能力や、頑丈なボディと伸びる腕、ブラドを倒れ伏させるパワーを持ち、仕事にも応用してみせている。スライムが大切にし可愛がったことで「心」を宿しており、言葉を発することはできないものの、ジェスチャーに感情を読み取ることができる。
スライムの良き友達にして無二の相棒となり日々を過ごしていたが、ある日事故に巻き込まれて致命的な故障をしてしまう。スライムを悲しませないため、そして別れを交わすために、魔力を失いながらも動き続ける奇跡を起こし、スライムから「誇り」と称えられながら活動を停止する。機体はお店の崖下にある手作りの祠に安置され、事故の際に助けた子供がくれた感謝の花とともに眠りについている。
ポコナ
魔物派遣会社から派遣されてきた、ピクシーの女の子。語尾が「でし」となる独特のお嬢様口調が特徴。
背伸びをしたがりな幼い子供であり、能力面・精神面ともにスライムと同レベルのポンコツであるが、心根は真面目で思いやりのある良い子であり、スライムともウマが合っている。チョコレートが大好き。
忙しいある日のヘルプとしてダルルの店に派遣されてくるが、スライムを蹴落としてレギュラーの座を狙っており、小競り合いを繰り広げる。初対面からしばらくはスライムをライバル視していたが、スライムの純真な心根に触れていく中で次第に態度は軟化し、やがて良き友達となっている。
シロロ・エリクシール
可愛いものが大好きな白魔道士。
朗らかで良識的ながらもお茶目さが溢れるお姉さんで、可愛いものには目がないゆえに、可愛いもの好きであることを隠しているダルルを無自覚に煽ってしまうところがある。懐が非常に深く、困っている人には協力を惜しまず、それでいて相手に負い目や嫌味を感じさせない気配りまで心得ているほか、スライムやポコナといった幼い子供の扱いにも長けている。白魔道士として優秀な腕前を持ち、解呪魔法や雲を用いた移動魔法、魔除けの結界などを披露しているほか、普段は薬の研究開発に取り組んでいる。
初来店にしてスライムと思う存分に触れ合い、スライムに会いにお店に通ってくるようになる。当初はダルルからその素直さに嫉妬を向けられていたが、ダルルの内心を見抜いて仲良くなるべく距離を近づけていき、やがて良き友達関係となる。
ヨルル・ダークアイ
魔人族の黒魔道士。ダルルとは幼馴染。
勤勉な努力家であり、特に膨大な資料を調べあげて解を導く能力はダルルからも絶賛されるほどだが、その反面、魔法を使うのは大の苦手としており、腕前はスライムとどっこいどっこいである。魔法学校時代からダルルの圧倒的な才能を目の当たりにしてもなお対抗心を抱き続けており、見栄っ張りな似たもの同士で顔を合わせるたびに口喧嘩を繰り広げているが、内心では互いの凄いところを認め合っており、仲が悪いわけではない。料理の腕前はレシピに従えば普通に作れるものの、毎回なにかしら余計なことをしてしまうために失敗することが多く、スライムからは「大人の味」と表現されている。
スライムよりも初歩魔法「火のこ」が上手なことで尊敬の眼差しを向けられ、以来調子に乗って「師匠」と呼ばせている。現在でも魔法の修練を重ねており、本の魔法はスライムに先を越されてしまっているが、箒による飛行を習得するなど、傍から見れば良きライバルとなっている。
フェンリル
ダンジョン「ミーミルの褥」の最奥部で秘宝を守っていた伝説の狼。口癖は「容易い」。
狼たる敏捷性や巨躯に裏打ちされたパワー、冷気を自在に操る能力に加えて、聡明な頭脳をも持ち合わせている。二百年に亘り呪いのアイテムであるグレイブニルによって拘束され、秘宝を守る番人として戦闘を強制されていた。結界を通過してきたスライムに襲い掛かるが、フェンリルの孤独を慮り助けたいと言い、実際にそれを実現してみせた勇気と優しさに心打たれ、スライムの友達として行動を共にするようになる。
ダルルの店へとやってきてからは子犬のような姿に変身して普段を過ごしており、スライムが持っている魔法書「空っぽの本」を寝床としている。スライムには友達とはいいながらも忠誠ともいえるほどの態度で接しており、スライムの意見や行動をとことん肯定し褒め称えるが、同居人であるシャドウにはそれなりに信頼しつつもぞんざいな扱いをしている。
ゴーレムのことを差し置いてまで自分を呪いから解き放ってくれた恩義に報いるべく、スライムのためにゴーレムの直し方を見つけることを自らの役目と定めている。
シャドウ
ダンジョン「ミーミルの褥」の書庫エリアに蔵書されていた本に棲む闇の精霊。
相手と同等の力を持つ分身を作り出して戦わせる強力な闇の魔法を用いる精霊であり、偶然本を開いたスライムにも闇の魔法による試練を与えるが、スライムの戦闘能力の低さや潜在魔力の少なさが災いし、自身は魔力切れに追いやられた上に、試練を乗り越えた報酬としての契約もできないために元いた本の中に帰れなくなってしまう。スライムが持っている魔法書「空っぽの本」を仮の住まいとして、行動を共にするようになる。
物事の洞察や土壇場での閃きには冴えをみせるが、普段はヘタレかつお調子者でどこか抜けている。本の精霊らしく知識欲が旺盛で書物を好み、図書館などの場ではテンションが上がるほか、趣味で絵を描いている。
一度は戦い、やがて同居人となったフェンリルからはことあるごとにツッコまれたり呆れられているものの、それなりに信頼されている。元いた本に戻るべくスライムの魔力を高めようと苦闘する一方で、スライム達と過ごす日々に馴染み、それなりに楽しむようにもなりつつある。

### 交易の街「ガヤガヤ」の人々
セフィロト
ゴーレム工房を営む老翁。体の半分はゴーレムと同じカラクリで形成されている。
ゴーレムを作ることができる世界でも数少ない「ゴーレムマスター」であり、茶目っ気がありながらも、思慮深さを漂わせる好々爺。ゴーレムには謎が多く、セフィロトら現代のゴーレムマスターは古代から伝わってきた技術のほんの一部を駆使しているに過ぎず、職人であると同時に研究者としての顔も持ちあわせている。
無邪気な子供が大好きで、スライムの純真さを気に入り、ゴーレムを破格の値段で作ってあげている。ゴーレムを大切にしてくれたスライムの心を尊び、ゴーレムを直す手がかりを求めるスライムに協力する。
サリア
「サリアの魔道具屋」の店主。アンダーリムの眼鏡とドレスハットが特徴的な、理知的な女性。
主にアンティークを販売しているが、壊れた道具を再び役目を与えることにやりがいを感じる職人気質も窺わせている。商売上手であり、商談となればかなり押しが強くなる商魂逞しさを持っている。ゴブと連携した口車でアレコレ買わせる流れを作り出すコンビプレーを披露しているほか、ダルルには卸売り取引を持ち掛けている。
ゴブ
「サリアの魔道具屋」の従業員。作務衣に前掛けを身に着け、スライムにも似た丸々とした巨躯のゴブリン。
語尾に「ズラ」を付けて話し、おおらかで気前のよい性格をしている。販路開拓などの複雑な商談はできないものの、商売絡みの口車は中々に上手い。
変わった形の石を集めることを趣味としており、店頭にも陳列させてもらっている。石のコレクションに興味を持ってくれたスライムとは良き友達となり、河原へ石探しに繰り出す仲となっている。
ヤマト
スライムが初めて街を訪れた際に、偶然声をかけた獣人の女性。とんでもなく足が速い。
後にダルルの店に買い物にやってくるが、スライムの丁寧で親切な接客に感心し、褒めてあげている。
ナゾナ
本屋「叡智の図書館」の店員であり、司書を務めるスフィンクスの女性。
古代魔法を得意としている。スライムやフェンリルの本探しを手伝ってあげている。

### アルカード家の人々
ブラド・アルカード
ダルルの兄で、黒魔道士。家を飛び出した妹を心配してお店にやってくるようになる。
根は面倒見が良いため、ダルルからは頼りにされているが、ノリが軽く、悪ふざけが大好きなために、余計な一言でからかってしまい怒りを買っては商品を買わされたり、魔法で吹き飛ばされたりしている。スライムは格好のからかい相手であり、初対面の印象の悪さゆえにスライムからは「悪い人」と呼ばれ続けている。
世界に数名しかいない禁じられた大魔法「黒龍王」の使い手であり、ドラゴンの姿となって、ゴーレムとの別れに落ち込んでいたスライムに道標を示し、立ち直るきっかけを作ってあげている。
セラ・アルカード
アルカード家の長女であり、黒魔道士。妖艶ながら不気味な雰囲気を纏っており、長く伸ばした髪はところどころ跳ねている。
時を操る凄腕の魔道士だが、自らの才能を錆びさせてしまい、辿り着けたはずの高みに対する羨望が胸の内にあることを仄めかせている。自分を上回るダルルの才能に偏愛を抱いており、家を飛び出した妹を連れ戻そうとする。
フレクシア・アルカード
アルカード家の始祖にして伝説の大魔道士。
その存在こそ後世には確かに伝わっているものの、何を成し遂げた人物なのかは全くの謎となってしまっている。「叡智の図書館」の司書であるナゾナや、世の学者や研究者が解き明かすべきテーマとして君臨している。

## 書誌情報
- メガサワラ 『スライムライフ』 集英社〈ジャンプコミックス+〉、全11巻[注 1]（2020年11月4日現在）
  1. 2018年1月4日発売、ISBN 978-4-08-881348-6
  2. 2018年3月2日発売、ISBN 978-4-08-881420-9
  3. 2018年7月4日発売、ISBN 978-4-08-881529-9
  4. 2018年11月2日発売、ISBN 978-4-08-881636-4
  5. 2019年7月4日発売、ISBN 978-4-08-881759-0
  6. 2019年7月4日発売、ISBN 978-4-08-881885-6
  7. 2019年12月4日発売
  8. 2020年4月3日発売
  9. 2020年7月3日発売
  10. 2020年11月4日発売
  11. 2020年12月4日発売